# 飯田なお
飯田 なお（いいだ なお、1992年5月21日 - ）は、日本の女子キックボクサー、グラビアアイドル。東京都出身。新宿レフティージム所属。

## 来歴
10歳でITFテコンドーを始め、2007年には世界大会に史上最年少で出場しベスト8となった。
2008年の全日本選手権では女子スーパーマイクロ級史上最年少（15歳）優勝を果たした。同年9月には世界ジュニア7位入賞。
2009年からは芸能活動も開始。週刊プレイボーイなどのグラビアも飾り、イメージDVDもリリース。
2010年6月23日放映の日本テレビ系『ザ!世界仰天ニュース 〜イケてる高校生2時間SP〜』にゲスト出演し、「現役女子高生アイドルキックボクサー」として注目を集めた。
2010年7月19日、「REBELS」のスペシャルアマチュアマッチで田村由美子と対戦し、3-0の判定勝ち。
2010年9月23日、「REBELS.4」のスペシャルアマチュアマッチで網野弥生（のちのサンチェス弥生）と対戦し、KO勝ち。この試合を前に芸能活動を休止した。
2010年12月19日、「REBELS.5」のYUKI戦でプロデビュー。1Rにダウンを奪い3-0の判定勝ちを収めた。
2011年1月23日、「REBELS.6」で現役アナウンサー・宗田智美と対戦し、3-0の判定勝ちを収めた。

## 戦績

### プロキックボクシング
| キックボクシング 戦績 | キックボクシング 戦績 | キックボクシング 戦績 | キックボクシング 戦績 | キックボクシング 戦績 | キックボクシング 戦績 | キックボクシング 戦績 |
| --------------------- | --------------------- | --------------------- | --------------------- | --------------------- | --------------------- | --------------------- |
| 2 試合                | (T)KO                 | 判定                  | その他                | 引き分け              | 無効試合              |                       |
| 2 勝                  | 0                     | 2                     | 0                     | 0                     | 0                     |                       |
| 0 敗                  | 0                     | 0                     | 0                     | 0                     | 0                     |                       |

| 勝敗 | 対戦相手 | 試合結果          | 大会名   | 開催年月日     |
| ○    | 宗田智美 | 2分3R終了 判定3-0 | REBELS.6 | 2011年1月23日  |
| ○    | YUKI     | 2分3R終了 判定3-0 | REBELS.5 | 2010年12月19日 |

### アマチュアキックボクシング
- アマチュア：10戦6勝（1KO）4敗

| 勝敗 | 対戦相手   | 試合結果                   | 大会名   | 開催年月日    |
| ○    | 網野弥生   | 1R 0:28 KO（右ストレート） | REBELS.4 | 2010年9月23日 |
| ○    | 田村由美子 | 2分2R終了 判定3-0          | REBELS.3 | 2010年7月19日 |